# 삼국지: 명장 관우
삼국지: 명장 관우(關雲長, The Lost Bladesman)는 홍콩에서 제작된 장문강 감독의 2011년 전쟁, 액션, 드라마 영화이다. 견자단 등이 주연으로 출연하였다.

## 줄거리
영화는 관우의 장례식 장면으로 시작한다. 관우의 몸 대신 나무 조각상이 놓여 있고, 그의 잘린 머리가 묻혀 있다. 20년 전으로 돌아가, 관우는 의형제 유비와 헤어진 후 유비의 소식을 기다리며 잠시 조조의 밑에서 지낸다. 조조와 원소 간의 전투에서 관우는 원소의 장수 안량을 베어 조조에게 큰 공을 세운다. 이에 조조는 관우에게 높은 작위를 제안하지만, 관우는 유비에 대한 충성심을 굽히지 않는다.
유비의 가족들이 조조의 기지에 머무는 동안 조조는 관우에게 끊임없이 선물을 주며 자신의 편으로 만들려 한다. 관우는 유비가 원소에게 의탁했다는 소식을 듣고 조조에게 유비의 가족을 보내줄 것을 요구하고, 조조는 이를 승낙한다. 하지만 유비의 첩인 기란은 관우와 함께 남게 된다. 조조는 관우가 기란을 짝사랑한다는 것을 알고 최음제가 든 음식을 먹여 그녀를 범하게 하려 하지만 관우는 이성을 잃지 않고, 유비에게서 온 전령을 통해 유비의 위치를 알게 된 후 기란과 함께 조조를 떠날 준비를 한다.
조조의 부하들은 관우가 떠나면 나중에 위협이 될 수 있다고 반대하지만, 조조는 관우를 막지 말라는 엄명을 내린다. 하지만 관우는 떠나는 길에 여러 관문에서 저항을 받고, 공수, 한복, 맹탄, 변희, 왕식, 진기 등 여섯 장수를 차례로 죽이게 된다. 이 모든 것은 조조가 아닌 황제가 관우를 죽이라는 명령을 내린 것이었다. 유비를 만나기 전 관우는 원소를 죽이기로 약속하지만, 기란과의 관계 때문에 고민에 빠진다. 기란은 관우에게 사랑하는 척하며 유비에게 결혼 허락을 받겠다고 하지만, 실제로는 관우가 조조를 돕는 것을 막으려는 의도였다. 관우는 이를 거부하고, 기란은 칼로 관우를 찌른다. 그 순간 황제의 자객들이 나타나 공격을 퍼붓고, 혼전 중에 기란은 죽는다. 결국 관우는 조조와 황제에게 등을 돌리고 유비와 재회하기 위해 떠나고, 이후 20년 동안 유비의 적들과 싸우다 죽음을 맞이한다.
다시 관우의 장례식 장면으로 돌아와, 조조는 친구를 잃은 슬픔에 눈물을 흘린다. 영화 마지막에 조조는 관우의 죽음은 자신이 아닌 손권, 유비, 제갈량 때문이라고 말한다. 영화가 끝난 후에는 관우가 청룡언월도를 들고 긴 수염을 쓰다듬는 모습이 나온다.

## 출연

### 주연
- 견자단
- 강문

### 조연
- 전소호
- 손려
- 안지걸
- 왕백걸
- 방중신
- 자오커
- 이종한
- 섭원
- 진홍
- 왕쉐빙
- 주파
- 동용
- 소병

## 제작진
- 무술감독: 견자단